# 25e division (armée impériale japonaise)
Pour les articles homonymes, voir 25e division.
La 25e division (第25師団, Dai-nijū-go shidan) est une unité d'infanterie de l'armée impériale japonaise. Son nom de code est Division Pays (国兵団, Kuni-heidan).

## Histoire
La 25e division est formée à Tonei (actuelle ville de Mudanjiang) au Mandchoukouo le 10 juillet 1940, à partir de deux régiments d'infanterie préexistants et de plusieurs unités diverses et placée sous le contrôle de la 5e armée de l'armée japonaise du Guandong comme dernières défenses du Mandchoukouo contre l'Union soviétique.
En mars 1945, elle est envoyée au Japon et assignée à Kobayashi dans l'attente d'une possible invasion américaine (opération Downfall) qui n'aura jamais lieu. La 25e division ne participe donc à aucun combat de la guerre.